# Campeonato Sudamericano de Clubes Campeones 1966
El Campeonato Sudamericano de Clubes Campeones 1966 fue la sexta edición de lo que era el torneo más importante de clubes de baloncesto en Sudamérica.
Fue realizado en las ciudad de São Paulo. Los equipos campeones de Argentina y Uruguay desistieron de asistir, quedando como únicos equipos el local, Corinthians, y la Liga Deportiva Estudiantil de Ecuador. Se jugaron dos encuentros, ambos ganados por el conjunto local: 100-83 y 109-84.
El título de esta edición fue ganado por el Corinthians (Brasil).

## Equipos participantes
| País             | Equipo                     |
| ---------------- | -------------------------- |
| Argentina 1 cupo | Desistió de asistir        |
| Brasil 1 cupos   | Corinthians                |
| Ecuador 1 cupo   | Liga Deportiva Estudiantil |
| Uruguay 1 cupo   | Desistió de asistir        |